# Jacob Trouba
Jacob Ryan Trouba, född 26 februari 1994, är en amerikansk professionell ishockeyspelare som spelar för New York Rangers i NHL.

## Klubblagskarriär

### NHL

#### Winnipeg Jets
Trouba draftades av Winnipeg Jets i första rundan, som nummer nio totalt, i 2012 års NHL-draft.
Han skrev på ett treårigt entry level-kontrakt med Jets den 2 april 2013 till ett värde av 2,5 miljoner dollar.
Den 7 november 2016 skrev han på en tvåårig kontraktsförlängning med Jets värd 6 miljoner dollar.

#### New York Rangers
Den 18 juni 2019 tradades han till New York Rangers i utbyte mot Neal Pionk och 20e valet i första rundan i NHL-draften 2019.